# Mathilde-Amivi Petitjean
Mathilde-Amivi Petitjean (Kpalimé, 19 febbraio 1994) è una fondista francese naturalizzata togolese.

## Biografia
Nata a Togo da padre francese e madre togolese, Petitjean ha cominciato come fondista nell'Alta Savoia, rappresentando la Francia. Nel marzo 2013 ha cambiato bandiera entrando nella federazione sciistica togolese. L'anno successivo è portabandiera del Togo ai XXII Giochi olimpici invernali di Soči 2014. In queste Olimpiadi arriva sessantottesima nella gara dei 10 km a tecnica libera mentre nelle successive Olimpiadi, quelle di Pyeongchang, giunge ottantatreesima. Nei Giochi coreani, Petitjean disputa anche la gara sprint dove non riesce a qualificarsi per i quarti di finali. Nell'ottobre 2021, Mathilde Petitjean è candidata per la Commissione degli atleti del CIO.